# STS-106
La misión STS-106 fue una misión realizada por el Transbordador espacial Atlantis, el cual se acopló a la Estación Espacial Internacional y le entregó suministros e instaló el módulo Zvezda.

## Tripulación
- Terrence W. Wilcutt (4), Comandante
- Scott D. Altman (2), Piloto
- Daniel C. Burbank (1), Especialista de misión
- Richard A. Mastracchio (1), Especialista de misión
- Boris V. Morukov (1), Especialista de misión - Rusia
- Edward T. Lu (2), Especialista de misión
- Yuri I. Malenchenko (2), Especialista de misión - Rusia

 ( ) número de vuelos realizados. 

## Parámetros de la misión
- Masa:
  - Al lanzamiento: 115.259 kg
  - Al aterrizaje: 100.369 kg
  - Carga: 10.219 kg

- Perigeo: 375 km
- Apogeo: 386 km
- Inclinación: 51,6°
- Período: 92.2 min

### Acoplamiento con la EEI
- Acoplamiento: 10 de septiembre de 2000, 05:51:25 UTC
- Desacoplamiento: 18 de septiembre de 2000, 03:46:00 UTC
- Tiempo de acoplamiento: 7 días, 21 h, 54 min, 35 s

### Paseos espaciales
- Lu y Malenchenko  - EVA 1
- EVA 1 Comienzo: 11 de septiembre de 2000 - 04:47 UTC
- EVA 1 Fin: 11 de septiembre de 2000 - 11:01 UTC
- Duración: 6 h, 14 min

## Resumen de la misión

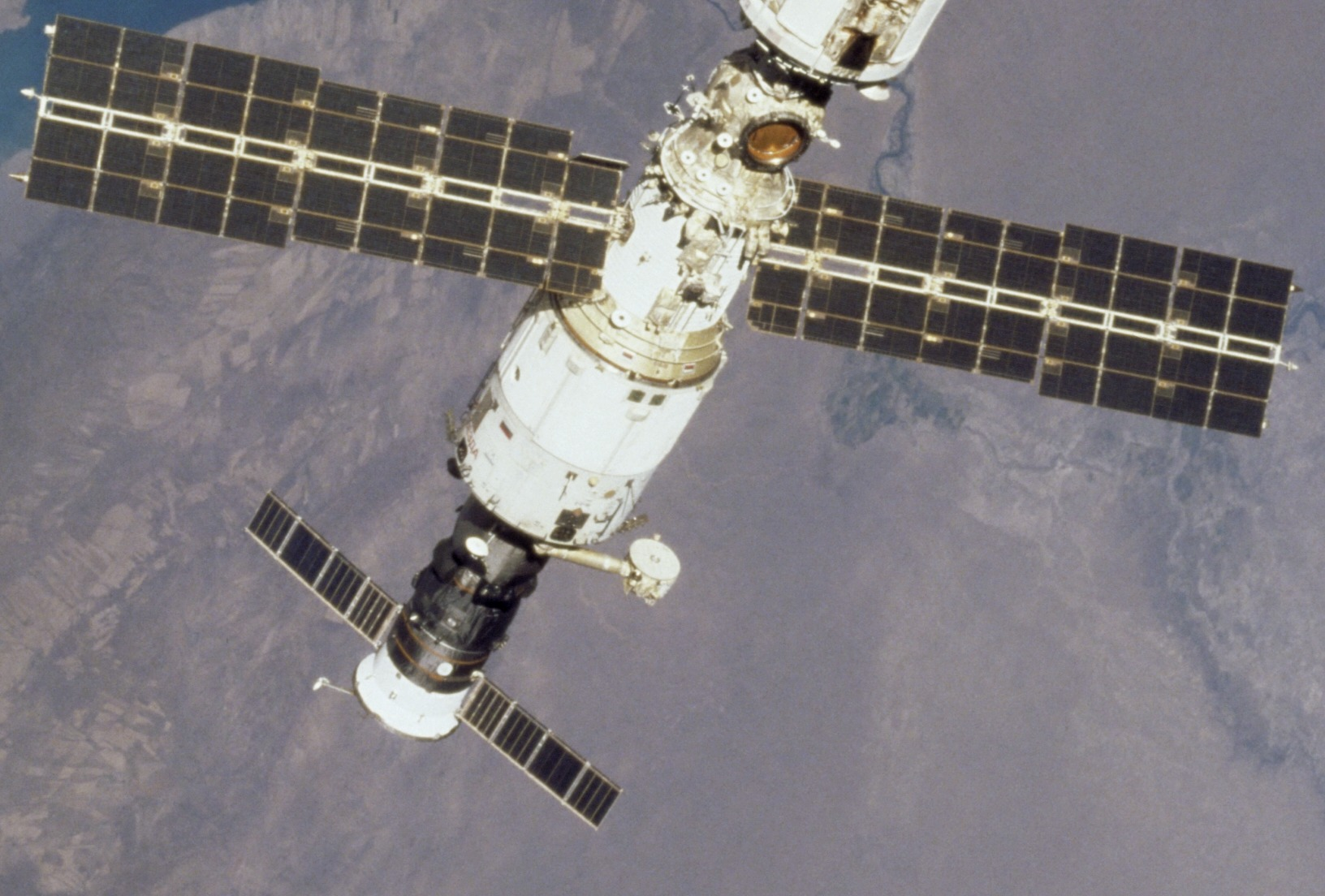
El módulo Zvezda. Junto a él está acoplado la nave Progress.

El objetivo de esta misión fue preparar a la estación para la llegada de la primera expedición, la Expedición 1. También instaló el módulo Zvezda en un paseo espacial realizado el 11 de septiembre.
El Transbordador Atlantis estuvo cerca de 12 días en órbita en esta misión, de los cuales siete estuvo acoplado con la EEI. Mientras se encontraba acoplado, Lu y Malenchenko realizaron el EVA en el cual instalaron cables de comunicaciones, de energía y de datos. 
La tripulación instaló también baterías, convertidores de electricidad, un excusado y una cinta para correr (realizar ejercicios). Ellos también entregaron más de 2.933 kg de suministros. Durante la misión el Atlantis elevó la órbita de la EEI en 22,4 km
Después del desacoplamiento, el piloto Scott Altman alejó al transbordador a 137 m de la estación y realizó una inspección alrededor de este, mientras que los otros tripulantes documentaban la configuración de la estación.